# Tusnád község
Tusnád község (románul: Comuna Tușnad) község Hargita megyében, Romániában. Központja Tusnád, beosztott falvai Csíkverebes, Újtusnád.

## Népessége
A 2011-es népszámlálás adatai alapján a község népessége 2147 fő volt.